# Pierre du Châtelet
Pierre du Châtelet, mort le 25 janvier 1580, est le soixante-dix-septième évêque de Toul de 1565 à 1580. Il est issu de la maison du Châtelet qui est, selon Dom Calmet, issue de Thierry le Diable, fils de Ferry Ier de Lorraine, seigneur de Bitche.

## Biographie
Il entra jeune dans le clergé et s'attira la protection et l'estime d'Antoine, duc de Lorraine, qui le nomma dans son conseil d'État. Charles III, petit-fils d'Antoine, le recommanda auprès du chapitre de Toul à la mort de Toussaint de Hocédy. Il fut élu avec l'accord de Charles IX, roi de France et nouveau souverain des Trois-Évêchés. 
Pierre du Châtelet nomma des grands-vicaires pour administrer son diocèse et se consacra à épauler le duc de Lorraine dans le gouvernement du duché. Les réformés, qui n'avaient pas le droit de vivre à l'intérieur de la ville, firent appel à des seigneurs protestants, qui intervinrent auprès du roi et firent casser l'arrêt leur interdisant de loger dans Toul. Mais les magistrats et le clergé ne le virent pas d'un bon œil, il s'ensuivirent des troubles et Charles IX en visite à Toul révoqua l'autorisation.
Pierre du Châtelet mourut à Nancy le 25 janvier 1580 et fut inhumé dans la cathédrale de Toul.

## Source
- A. D. Thierry, Histoire de la ville de Toul et de ses évêques, vol. 2, Paris, 1841 (lire en ligne), p. 128-132.